# توپ طلای ۱۹۶۱
توپ طلای ۱۹۶۱ (فرانسوی: 1961 Ballon d'Or‎) ششمین رویداد سالیانهٔ توپ طلا بود که از سوی مجلهٔ فرانس فوتبال به بهترین بازیکن فوتبال در سال ۱۹۶۱ اعطا گردید که در این سال، عمر سیووری برندهٔ توپ طلا شد.

## رتبه‌بندی
| ردیف | نام                   | باشگاه                                                                       | ملیت                             | امتیاز |
| ---- | --------------------- | ---------------------------------------------------------------------------- | -------------------------------- | ------ |
| ۱    | عمر سیووری            | باشگاه فوتبال یوونتوس                                                        | ایتالیا                          | ۴۶     |
| ۲    | لوییس سوارز میرامونتس | باشگاه فوتبال بارسلونا / باشگاه فوتبال اینتر میلان                           | اسپانیا                          | ۴۰     |
| ۳    | جانی هاینز            | باشگاه فوتبال فولام                                                          | انگلستان                         | ۲۲     |
| ۴    | لو یاشین              | باشگاه فوتبال دینامو مسکو                                                    | اتحاد جماهیر شوروی               | ۲۱     |
| ۵    | فرانس پوشکاش          | باشگاه فوتبال رئال مادرید                                                    | مجارستان                         | ۱۶     |
| ۶    | آلفردو دی استفانو     | باشگاه فوتبال رئال مادرید                                                    | اسپانیا                          | ۱۳     |
| ۶    | اووه زلر              | باشگاه فوتبال هامبورگ                                                        | آلمان غربی                       | ۱۳     |
| ۸    | جان چارلز             | باشگاه فوتبال یوونتوس                                                        | ولز                              | ۱۰     |
| ۹    | فرانسیسکو خنتو        | باشگاه فوتبال رئال مادرید                                                    | اسپانیا                          | ۸      |
| ۱۰   | بابی چارلتون          | باشگاه فوتبال منچستر یونایتد                                                 | انگلستان                         | ۵      |
| ۱۰   | Gerhard Hanappi       | باشگاه فوتبال راپید وین                                                      | اتریش                            | ۵      |
| ۱۰   | خوزه آگواس            | باشگاه فوتبال بنفیکا                                                         | پرتغال                           | ۵      |
| ۱۰   | خوزه سانتاماریا       | باشگاه فوتبال رئال مادرید                                                    | اسپانیا                          | ۵      |
| ۱۰   | Dragoslav Šekularac   | باشگاه فوتبال ستاره سرخ بلگراد                                               | جمهوری فدرال سوسیالیستی یوگسلاوی | ۵      |
| ۱۰   | یوزف ماسوپوست         | دوکلا پراگ                                                                   | چکسلواکی                         | ۵      |
| ۱۰   | دیولا گروشیچ          | Tatabánya                                                                    | مجارستان                         | ۵      |
| 17   | Mikheil Meskhi        | باشگاه فوتبال دینامو تفلیس                                                   | اتحاد جماهیر شوروی               | ۴      |
| 17   | Germano               | باشگاه فوتبال بنفیکا                                                         | پرتغال                           | ۴      |
| 17   | دنی بلنچ‌فلوور         | باشگاه فوتبال تاتنهام هاتسپر                                                 | ایرلند شمالی                     | ۴      |
| 17   | کرت همرین             | باشگاه فوتبال فیورنتینا                                                      | سوئد                             | ۴      |
| 17   | هورشت شیمانیک         | باشگاه فوتبال کارلسروهه / باشگاه فوتبال کاتانیا                              | آلمان غربی                       | ۴      |
| 17   | ویکتور پوندلنیک       | باشگاه فوتبال زسکا روستوف-نا-دونو                                            | اتحاد جماهیر شوروی               | ۴      |
| ۲۳   | دنیس لا               | باشگاه فوتبال منچستر سیتی / باشگاه فوتبال تورینو                             | اسکاتلند                         | ۳      |
| ۲۳   | ماکس مورلوک           | باشگاه فوتبال نورنبرگ                                                        | آلمان غربی                       | ۳      |
| ۲۳   | Horst Nemec           | باشگاه فوتبال آستریا وین                                                     | اتریش                            | ۳      |
| ۲۳   | José Augusto          | باشگاه فوتبال بنفیکا                                                         | پرتغال                           | ۳      |
| ۲۳   | Slava Metreveli       | باشگاه فوتبال تورپدو مسکو                                                    | اتحاد جماهیر شوروی               | ۳      |
| ۲۸   | جیمی گریوس            | باشگاه فوتبال چلسی / باشگاه فوتبال آ.ث. میلان / باشگاه فوتبال تاتنهام هاتسپر | انگلستان                         | ۲      |
| ۲۸   | لایوس تیشی            | باشگاه فوتبال بوداپست هونود                                                  | مجارستان                         | ۲      |
| ۲۸   | Costa Pereira         | باشگاه فوتبال بنفیکا                                                         | پرتغال                           | ۲      |
| ۲۸   | Gert Dörfel           | باشگاه فوتبال هامبورگ                                                        | آلمان غربی                       | ۲      |
| ۲۸   | لوسیان مولر           | باشگاه فوتبال استاد رنس                                                      | فرانسه                           | ۲      |
| ۲۸   | نوبرت اشمن            | Stade Français                                                               | سوئیس                            | ۲      |
| ۲۸   | پیر برنار             | باشگاه فوتبال سدان / باشگاه فوتبال نیم المپیک                                | فرانسه                           | ۲      |
| 35   | Rudolf Kučera         | دوکلا پراگ                                                                   | چکسلواکی                         | ۱      |
| 35   | ماریو کولونا          | باشگاه فوتبال بنفیکا                                                         | پرتغال                           | ۱      |
| 35   | اوزه‌بیو               | باشگاه فوتبال بنفیکا                                                         | پرتغال                           | ۱      |
| 35   | Dumitru Macri         | باشگاه فوتبال راپید بخارست                                                   | رومانی                           | ۱      |
| 35   | کارل اشتوتس           | باشگاه فوتبال آستریا وین                                                     | اتریش                            | ۱      |
| 35   | Gernot Fraydl         | باشگاه فوتبال آستریا وین                                                     | اتریش                            | ۱      |
| 35   | چارلز آنتنن           | باشگاه فوتبال لشو دو فوند                                                    | سوئیس                            | ۱      |
| 35   | Jimmy McIlroy         | باشگاه فوتبال برنلی                                                          | ایرلند شمالی                     | ۱      |
| 35   | Karl Koller           | First Vienna                                                                 | اتریش                            | ۱      |